# Slovinské národní muzeum
Slovinské národní muzeum (slovinsky Narodni muzej Slovenije) se nachází v Lublani, hlavním městě Slovinska. Leží v centrální oblasti města poblíž městského parku Tivoli. Spolu se Slovinským přírodovědným muzeem umístěným ve stejné budově je Slovinské národní muzeum nejstarší vědeckou a kulturní institucí v zemi. Muzeum má rozsáhlou sbírku archeologických artefaktů, starých mincí a bankovek (v numismatickém oddělení v přízemí) a dělá řadu výstav souvisejících s užitým uměním.

## Dějiny
Muzeum je nejstarší slovinskou kulturní institucí, bylo založeno v roce 1821 jako „Krainisch Ständisches Museum“. O pět let později se rakouský císař František I. rozhodl osobně sponzorovat muzeum a nařídil jeho přejmenování na "Provinční muzeum Carniola". V roce 1882 byla postavena neorenesanční budova muzea a muzeum přejmenováno na "Zemské muzeum Carniola - Rudolfinum" na počest korunního prince Rudolfa. 

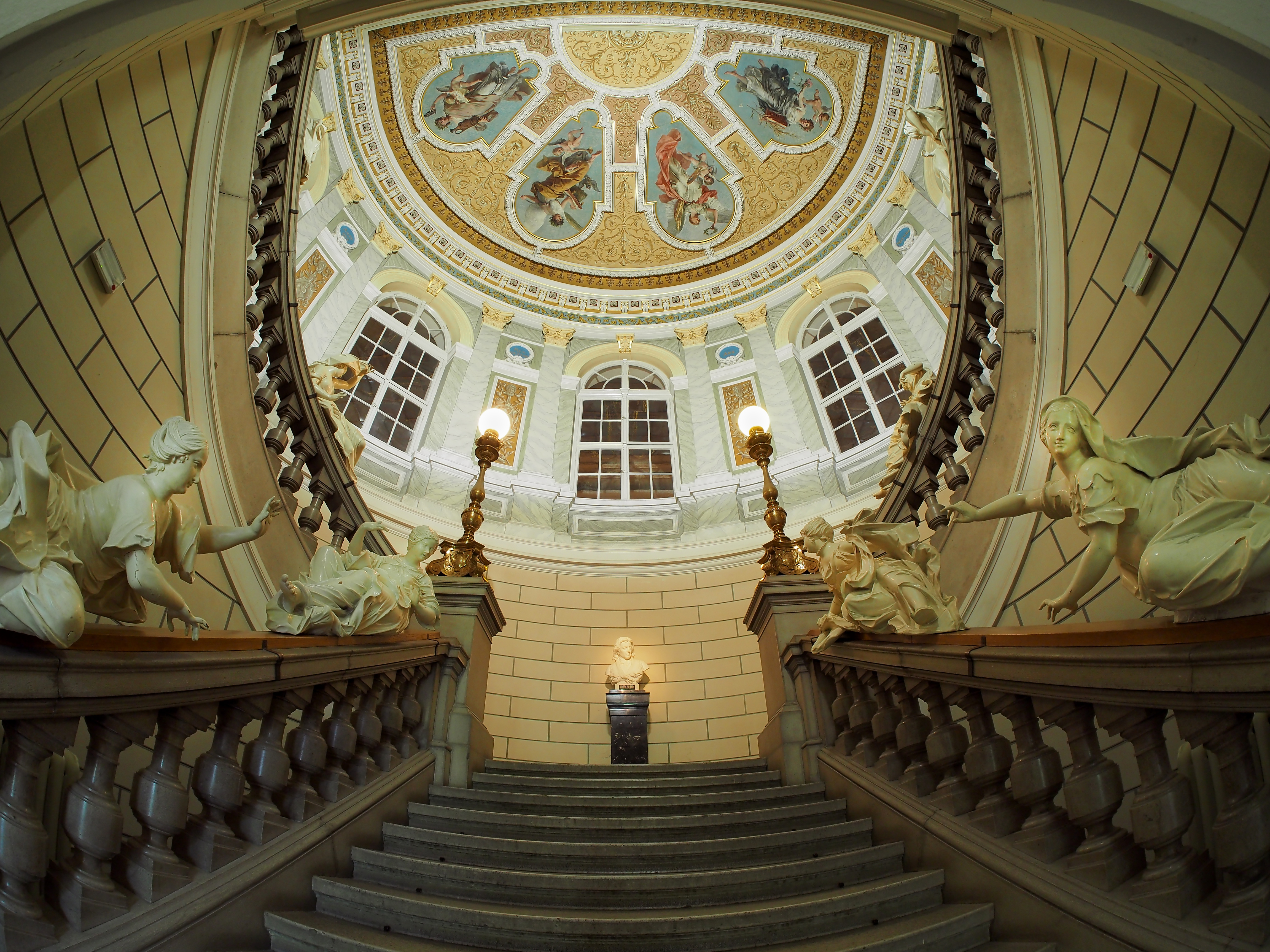
Schodiště se stropem.

Po založení Království Srbů, Chorvatů a Slovinců bylo jméno změněno na “Národní muzeum”. V roce 1923 byly etnografické sbírky vlastněné muzeem umístěny do nového Slovinského etnografického muzea a v roce 1933 byla většina jeho výtvarných děl přesunuta do Slovinské národní galerie. V roce 1944 se Slovinské přírodovědecké muzeum (tehdy známé jako Muzeum přírodních věd) stalo nezávislým, přestože bylo umístěno ve stejné budově. V roce 1953 byla většina archivů přesunuta do Gruberova paláce. 
V roce 1992 bylo přejmenováno na Slovinské národní muzeum. Dnes je muzeum rozděleno na archeologické oddělení, numismatický kabinet, oddělení tisků a kreseb a oddělení historie a užitého umění. 

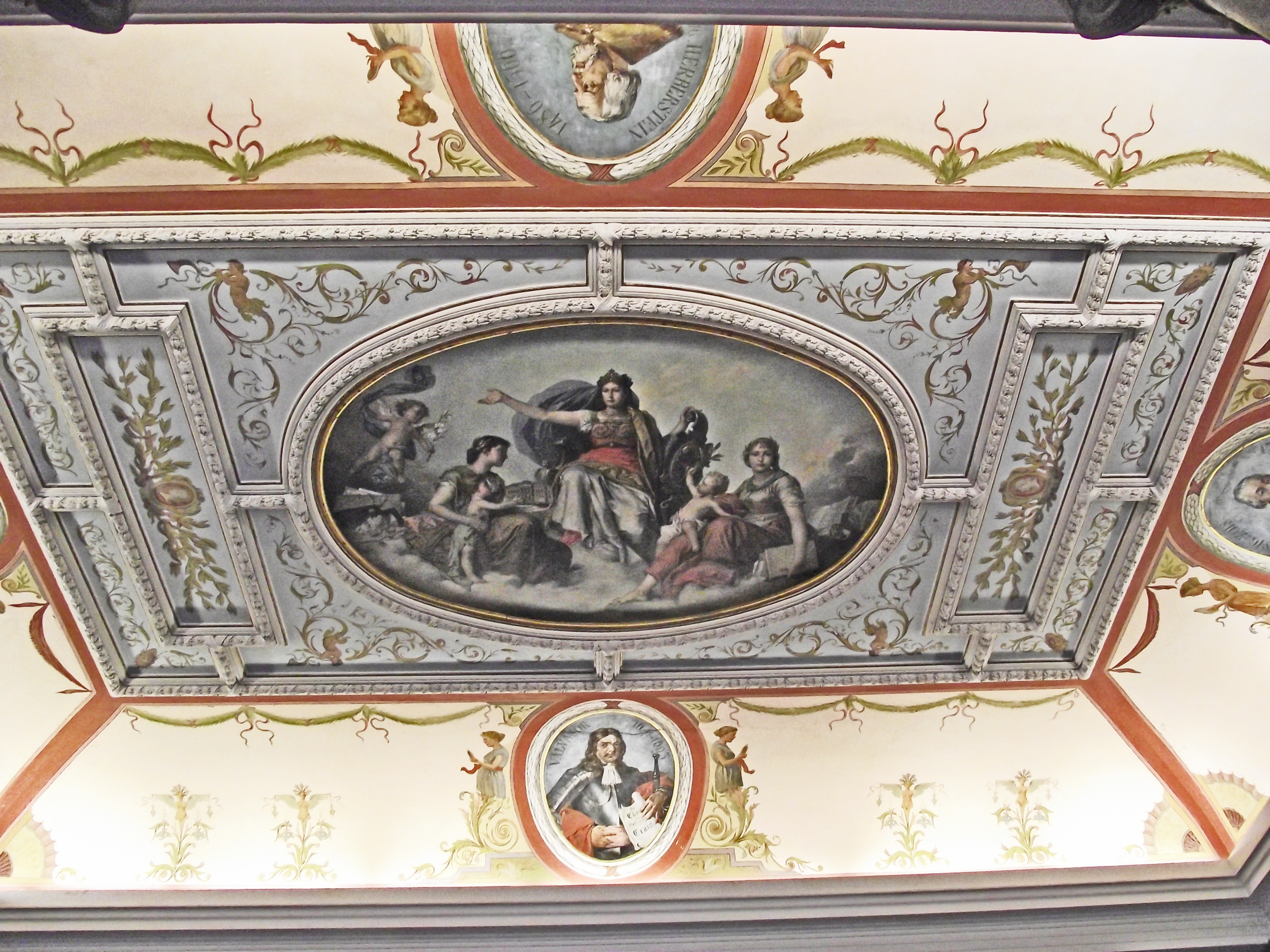
Strop muzea, obrazy namalovali Janez a Jurij Šubic a výzdoba Karla Lipovška

Mistr z Okoličného: Příbuzenstvo Kristovo, tempera na dřevě (1510)

## Lapidárium
První lapidárium v Lublani založil v roce 1821 hrabě Hohenwart, když do budovy Lycea umístil svou epigrafickou sbírku kamenných památek. V první muzejní budově byly za Karla Dežmana římské kamenné stély pro nedostatek místa zasazeny do zdí chodeb. V roce 1995 lapidárium bylo přemístěno do přízemí a do nově zastřešeného atria v zahradě muzea. Renovace proběhla v rámci desetiletého projektu obnovy všech muzeí Slovinska. Sbírka římských kamenných památek z 1. až 4. století obsahuje nyní 200 kamenných památek s latinskými nápisy, většinou z Emony, Igy a okolí. Další památky pocházejí z Kraňska (Trojany, Zasavje a Dolenjsko).

## Vybraní ředitelé a spolupracovníci
- Karel Dežman (1821–1889)
- Josip Mal (1884–1978)
- Avgust Pirjevec (1887–1944)
- Simon Rutar (1851–1903)
- Boris M. Gombač (narozen 1945)